# Xenotrichula laccadivensis
Xenotrichula laccadivensis is een buikharige uit de familie Xenotrichulidae. Het dier komt uit het geslacht Xenotrichula. Xenotrichula laccadivensis werd in 1991 voor het eerst wetenschappelijk beschreven door Rao. 